# Kiss László György (költő)
Kiss László György (Pécs, 1955. április 24. – Solymár, 2013. december 14.) költő, író.

## Pályája
Lokálpatrióta pécsi, magyar költő volt. Verseihez sokszor adtak ihletet Pécs sétaterének gesztenyefái és a Mecsek erdejében búvó Mandulás-liget. Életét beárnyékolta betegsége, a Parkinson-kór - mely egyik jellegzetes irodalmi témája is lett - valamint nehéz gyerekkora, a kulákság és rendszeridegenség. Ifjú korának egyik kulcsmotívuma, hogy szüleivel otthonuk elhagyására kényszerültek és a fiatal költő, egy pécsi, Nagyvárad utcai garzonban volt kénytelen tizenhatod magával nyomorogni.
Állandó menekülés jellemezte a fiatalkorát. Apja szigorú katonatiszt volt, vele való viszontagságai miatt járni kezdte az országot. hogyan ő fogalmazott: Csavargó életet élt, s ebben az időszakban részt vett a magyarországi hippi-mozgalomban is. Két házasságából két leánygyermeke született, Györgyi Rita és Patrícia. A világtól eltávolodott művészekre jellemző remeteség és megnemértettség leginkább életének utolsó szakaszában volt meghatározó számára. Negyvenéves korától egészségi állapota kezdett megromlani és rendszeres gyógykezelésekre szorult. Idegrendszeri betegsége végül kezelhetetlenné vált. Betegsége végső stádiumában Budára, majd Solymárra került, ahol 2013 december 14-én elhunyt. Pécsi kötődése miatt, s családja, barátai akaratából földi maradványait a pécsi köztemetőben helyezték örök nyugalomra.
Számos irodalmi sikere mellett, 1999-től a Pécsi Művészkör Egyesület megalapítója, az Itt Nyílik és a Zengő Fény című irodalmi folyóiratok szerkesztője. Nevéhez fűződik a pécsi Páfrány Utcai Művészkör megalapítása, melynek lakásában adott otthont és mindazon költők közössége, akik "Páfrány utcainak" vallják magukat. Tagja volt a Pécsi Újhang Irodalmi Társaságnak, a Pécsi Tollforgatók klubnak. Munkásságát elismerték és irodalmi díjakkal jutalmazták. A Magyar Költők és Írók Országos Szövetségének kitüntetettje. Könyvei mellett számos irodalmi folyóirat, antológia és napilap őrzi emlékét, így a pécsi Dunántúli Napló.

## Kötetei
- Csak szólni jöttem (1988)
- Lélektigris (1997)
- Teszem, amit tudok (1998)
- Fénycsobogó (2000)
- Félig minden (2001)
- Tűzmadár (2003)